# Sciapus pectinatus
Sciapus pectinatus är en tvåvingeart som först beskrevs av de Meijere 1910.  Sciapus pectinatus ingår i släktet Sciapus och familjen styltflugor. Inga underarter finns listade i Catalogue of Life.